# Чулас
Чулас (Чулос, Чулаг) — река в России, протекает в Лешуконском районе Архангельской области. Устье реки находится в 52 км по правому берегу реки Вашка.
Длина реки составляет 83 км. Напротив устья реки, на левом берегу Вашки, находится посёлок Усть-Чуласа, ниже устья — деревня Чуласа.

## Происхождение названия
А. К. Матвеев считает название балтийским по происхождению и сравнивает его с лит. sulas — «столб (в заборе)».

## Данные водного реестра
По данным государственного водного реестра России относится к Двинско-Печорскому бассейновому округу, водохозяйственный участок реки — Мезень от истока до водомерного поста у деревни Малонисогорская. Речной бассейн реки — Мезень.
Код объекта в государственном водном реестре — 03030000112103000048402.

### Притоки (км от устья)
- 9 км: река Кервей (Кырвей, Кыврей)
- 12 км: река Чура
- 21 км: река Чёрная
- 37 км: река Белая
- 58 км: река Лиственничная
- 61 км: ручей Паль-Ёль
- 62 км: река Юкоб-Ю
- 77 км: река без названия